# Opuntia basilaris
Opuntia basilaris Engelm. & J.M.Bigelow, 1857 è una pianta della famiglia delle Cactacee
originaria del Messico e degli Stati Uniti sud-occidentali.

## Descrizione
Forma cespugli prostrati alti 30 cm. Ha cladodi carnosi  di colore verde-bluastro e ovaloidi quasi senza spine. Al loro posto sono presenti glochidi gialli. I fiori sono di colore rosso-violaceo, dai 7 ai 10 cm.